# 宜章县
宜章县位于中华人民共和国湖南省南部，为郴州市辖县。地处南岭山脉中段，骑田岭南麓。县域总面积为2,142.7平方公里，位居全省各县市的第42位；常住总人口约为57万人，2012年4月乡级区划调整后，全县下辖22个乡镇，县人民政府驻玉溪镇。

## 历史
隋大业十三年（617年），析郴县南置义章县，屬郴州。唐武德七年（624年）义章县复入郴县，次年复置。武则天长寿元年（692年），义章县分置义章、高平两县。开元二十二年（734年），废高平县，徙义章于高平县治。北宋太平兴国元年（976年），为避赵光义讳，“义章县”改名“宜章县”一直沿用至今。
民国之后，元年属衡永郴桂道；民国3年属衡阳道；民国11年湖南道制撤销，宜章县直属湖南省。民国27年属湖南省第八行政督察区专员公署；民国29年属湖南省第三行政督察区。中华人民共和国成立后，1949年11月，宜章县属郴县专区；1950年11月，郴县专区更名为郴州专区，宜章县改属郴州专区。1952年11月，郴州专区撤，宜章县改属湘南行政公署。1954年7月，复置郴县专区，宜章县改属郴县专区。1959年3月，临武县并入宜章县，县治设为宜章县城。1961年7月，临武县分置，宜章县属郴州专区。1979年3月开始，郴州专区改名为郴州地区，宜章县属之。1995年5月22日，撤郴州地区设郴州市，宜章县隶属郴州市。

## 人口
郴州市第七次全国人口普查公报显示：宜章县常住人口为567970人，男性人口占比52.78%，女性人口占比47.22%，年龄结构中0-14岁占比24.47%，15-59岁占比59.21%，60岁以上占比16.32%，65岁以上占比11.2%。
2010年，全县常住人口579,565人（2010普查），居全省第43位。

## 經濟
2011年，全县GDP总量86.24亿元，财政总收入10.42亿元；全年城镇居民人均可支配收入17,005元。

## 行政区划
宜章县下辖14个镇、4个乡、1个民族乡：
白石渡镇、杨梅山镇、瑶岗仙镇、梅田镇、黄沙镇、迎春镇、一六镇、栗源镇、岩泉镇、玉溪镇、天塘镇、笆篱镇、里田镇、五岭镇、浆水乡、长村乡、莽山瑶族乡、关溪乡和赤石乡。
宜章县在2012年4月乡级区划调整前，下辖11镇16乡共计27个乡镇。2012年4月将其中的11个乡镇撤并为6个乡镇，调整后全县共有11镇和11乡（含1民族乡）共计22个乡镇。
| 宜章县2012年乡级行政区划调整 |        |                                                             |        |      |        |
| 名称                         | 面积   | 调整内容                                                    | 行政村 | 社区 | 驻地   |
| 玉溪镇                       | 178.60 | 城南乡和城关镇成建制合并设立                                | 24     | 4    | 罗家山 |
| 瑶岗仙镇                     | 98.46  | 长策乡和瑶岗仙镇成建制合并                                  | 14     | 3    | 新屋   |
| 五岭乡                       | 146.60 | 沙坪乡和太平里乡成建制合并设立                              | 21     |      | 桃子湾 |
| 天塘乡                       | 152.70 | 天塘乡和东风乡成建制合并                                    | 30     |      | 肖家冲 |
| 里田乡                       | 65.20  | 撤销新华乡；自原新华乡划入江厚、东山、老塘、吾作塘4个行政村 | 15     | 1    |        |
| 赤石乡                       | 86.50  | 撤销新华乡；自原新华乡划入汇溪、南塘门、巩桥3个行政村       | 17     |      |        |

## 政治

### 现任领导
| 机构     | 宜章县人民政府 县长 | · 中国共产党 · 宜章县委员会 · 书记 | 宜章县人民代表大会 常务委员会 主任 | · 中国人民政治协商会议 · 宜章县委员会 · 主席 |
| -------- | ------------------- | ---------------------------------- | ---------------------------------- | -------------------------------------------- |
| 姓名     | 邓生华              | 张润槐                             | 李秀芳                             | 周小文                                       |
| 民族     | 汉族                | 侗族                               | 汉族                               | 汉族                                         |
| 出生地   | 湖南省桂阳县        | 湖南省新晃侗族自治县               | 湖南省宜章县                       |                                              |
| 出生日期 | 1981年3月（44歲）   | 1976年3月（49歲）                  | 1970年5月（55歲）                  |                                              |
| 就任日期 | 2021年7月           | 2021年5月                          | 2021年7月                          | 2021年7月                                    |

## 交通
- 107国道、 240国道过境。